# 萊布施塔特

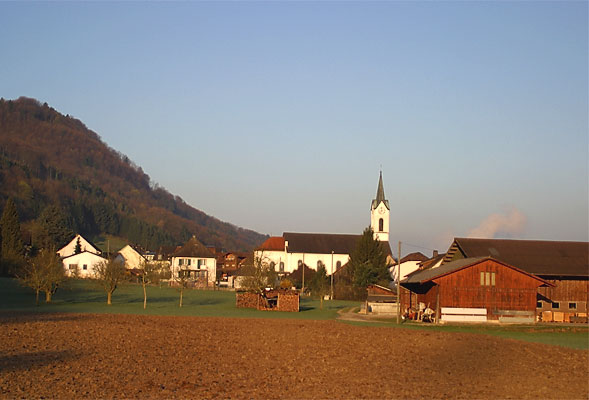

萊布施塔特是瑞士的城鎮，位於該國北部，由阿爾高州負責管轄，面積6.39平方公里，海拔高度347米，2012年人口1,349，六成人口信奉羅馬天主教，人口密度每平方公里211人。